# Objektivitetsplikt
Objektivitetsplikt är den plikt som säger att åklagare i Sverige är skyldiga att vara objektiva och förhålla sig helt neutrala vid bedömningen av vad som har inträffat och om det kan bevisas i domstol.